# Ледена епоха
„Ледена епоха“ (на английски: Ice Age) е американска компютърна анимация от 2002 година, режисиран от Крис Уедж и Карлос Салдана, по идея на Майкъл Джей Уилсън. Продуциран е от Blue Sky Studios като първият му пълнометражен филм, той е издаден от 20th Century Fox на 15 март 2002 г. Озвучаващия състав се състои от Рей Романо, Джон Легуизамо и Денис Лиъри. Разположен е през дните на ледената епоха, филмът се съсредоточава около трима главни герои – Мани (Романо), безсмислен вълнест мамут; Сид (Легуизамо), гръмогласен ленивец на земята; и Диего (Лиъри), сардоничен саблезъб тигър, които се натъкват на човешко бебе и работят заедно, за да го върнат в племето му. Освен това филмът от време на време проследява Скрат, безмълвна „саблезъба катерица“, озвучен от Уедж, който непрекъснато търси място в земята, за да погребе жълъда си.
Първоначално „Ледена епоха“ беше замислен като 2D анимационен филм, разработен от Fox Animation Studios, но в крайна сметка се превърна в първия пълнометражен анимационен филм за реформирания Blue Sky Studios, който беше преработен от къщата VFX в студио за компютърна анимация. Фокусът се премести от създаването на екшън-приключенски драматичен филм към по-комедийно ориентиран и няколко сценаристи, като Майкъл Берг и Питър Акерман, бяха привлечени, за да издадат по-остроумен тон.
След премиерата, „Ледена епоха“ получи предимно положителни отзиви и беше номиниран на 75-тата церемония на наградите Оскар за най-добър анимационен филм, който губи от японския анимационен филм „Отнесена от духовете“ (Spirited Away). Това беше успех в касата и събра над 383 милиона долара, който започва с едноименната филмова поредица, който е последван от четири продължения – „Ледена епоха 2: Разтопяването“ (2006), „Ледена епоха 3: Зората на динозаврите“ (2009), „Ледена епоха 4: Континентален дрейф“ (2012) и „Ледена епоха 5: Големият сблъсък“ (2016). Бяха пуснати и двете празнични специални филми: „Ледена епоха: Мамутска Коледа“ през 2011 г. (която се провежда между „Зората на динозаврите“ и „Континентален дрейф“) и „Ледена епоха: Търсенето на яйцето“ през 2016 г. (провежда се между „Континентален дрейф“ и „Големият сблъсък“). Между 2002 и 2016 г. бяха пуснати и седем късометражни филма от поредицата.

## Сюжет
Внимание:  Текстът по-долу разкрива сюжета на произведението (или части от него)!
Скрат, саблезъба катерица, се опитва да намери място за съхранение на жълъда си за зимата. Докато се опитва да го натъпче в земята, той неволно предизвиква голяма пукнатина в леда, която се простира на километри и предизвиква лавина, която едва не смачква Скрат. Спасявайки се едва от лавината, Скрат се оказва стъпкан от стадо праисторически животни, мигриращи на юг, за да избягат от предстоящата ледникова епоха. 
Сид, тромав ленивец, е изоставен от семейството си и решава да продължи миграцията си на юг сам, когато е нападнат от два ядосани носорога, чиято храна е съсипал. Скоро Сид е спасен от Мани, циничен мамут, който се придвижва на север. Мани прогонва носорозите и Сид се присъединява към него, за да не бъде сам и безащитен. Мани се дразни на приказливостта на Сид и иска да мигрира сам, но Сид продължава да го следва. Междувременно Сото, водачът на глутница саблезъби тигри, иска да отмъсти на човешко племе, избило половината от глутницата му, като изяде жив невръстния син на вожда, Пискун. Сото води нападение над човешкия лагер, по време на който майката на Пискун бяга със сина си. Подгонена от лейтенанта на Сото, Диего, тя скача в близкия водопад с Пискун. Като наказание за това, че не успява да залови момчето, Диего е изпратен да го намери и отвлече, докато останалата част от глутницата го чака в планина, известна като Средния връх. Ако не успее, ще бъде убит на мястото на Пискун.
Скоро Сид и Мани се сблъскват с майката и бебето, които се борят да излязат от езерото след падането във водопада. Майката има достатъчно сила само да повери Пискун на Мани, преди да потъне във водата. Сид и Мани опитват да върнат бебето, но когато стигат до човешкото селище, го намират изоставено. Те се срещат с Диего, който убеждава двамата да му позволят да помогне, като проследи хората. Четиримата потеглят на път заедно, но Диего тайно ги води към Средния връх, където неговата глутница чака в засада.
След като се сблъсква с няколко злополуки по пътя си, групата достига до пещера с няколко пещерни рисунки. Там Сид и Диего научават за миналото на Мани и предишните му срещи с човешките ловци, които са убили неговата партньорка и детето му, оставяйки Мани депресиран и сам. По-късно групата се натъква на река от лава. Мани и Сид, заедно с Пискун, преминават безопасно, но Диего почти пада в лавата. Мани го спасява в последния момент с риск за собствения си живот. Групата прави почивка през нощта и Пискун прави първите си стъпки към Диего, който започва да променя мнението си за своята мисия.
На следващия ден, с приближаването на групата към мястото на засадата, Диего признава на Мани и Сид, че ги е водил към капан и моли за доверието им да се опита да предотврати атаката. Групата е нападната от глутницата на Сото, като скоро тигрите успяват да обкръжат Мани. Диего им попречва да убият Мани и е ранен, а Мани отблъсва Сото в скална стена, където няколко остри ледника падат върху тигъра и го убиват. Ужасени, останалата част от глутницата побягва. 
Мани и Сид скърбят за Диего, чието нараняване изглежда фатално, но решават да продължат пътуването си без него, за да върнат Пискун при хората. Двамата откриват човешкото племе и успешно връщат Пискун, като в последния момент Диего успява да се присъедини към тях и да види как Пискун си тръгва. След това групата продължава пътешествието си към по-топъл климат.
Двадесет хиляди години по-късно Скрат, замръзнал в блок от лед, се озовава на брега на тропически остров. Докато ледът бавно се топи, жълъдът, който също е бил замразен в същия леден блок, се отмива. Скоро Скрат намира кокос и се опитва да го тъпче в земята, само за да предизвика случайно вулканично изригване.

## Актьорски състав
- Рей Романо – Манфред „Мани“, мамут
- Джон Легуизамо – Сид, ленивец
- Денис Лиъри – Диего, саблезъб тигър
- Крис Уедж – Скрат, саблезъба катерица
- Горан Вишнич – Сото, саблезъб тигър
- Джак Блек – Зеке, саблезъб тигър
- Дийдрик Бейдър – Оскар, саблезъб тигър
- Алън Тюдик – Лени, саблезъб тигър
- Седрик Шоумена – Карл, носорог
- Стивън Рут – Франк, носорог
- Джейн Краковски – Рейчъл, женски ленивец
- Лори Багли – Дженифър, женски ленивец
- Тара Стронг – Пискун, човешко бебе

## Музика
Официалния саундтрак на „Ледена епоха“ е пуснат на 14 май 2002 г. от Varèse Sarabande. Саундтракът съдържа от оригиналната музика, композирана от Дейвид Нюман и е изпълнен от Hollywood Studio Symphony. Песента „Send Me On My Way“ от Rusted Root е включен във филма, вместо да бъде добавен в албума.

## Продължения
След излизането на „Ледена епоха“, няколко продължения са последвани. Първото продължение на поредицата „Ледена епоха 2: Разтопяването“ излиза на 31 март 2006 г. Третата част на поредицата „Ледена епоха 3: Зората на динозаврите“ излиза на 1 юли 2009 г., който е последван от четвъртата част „Ледена епоха 4: Континентален дрейф“, който излиза на 13 юли 2012 г. и последната част – „Ледена епоха 5: Големият сблъсък“, който също излиза на 22 юли 2016 г.